# Bahía de Kiel
La bahía de Kiel (en alemán: Kieler Bucht; en danés: Kiel Bugt) es una bahía marítima de la parte más occidental del mar Báltico. Limita, al sur, con las costas alemanas de Schleswig-Holstein, al sureste, con la isla alemana de Fehmarn y, al norte, con las islas danesas de Als, Ærø y Langeland. La bahía de Kiel, por el este, se comunica con las bahías de Mecklemburgo y Lübeck por el Fehmarnbelt (un pasaje entre la isla de Fehmarn y las islas danesas) y por el Fehmarnsund (pasaje entre la isla de Fehmarn y el continente). También conecta por el norte con el Gran Belt y por el noroeste con el Pequeño Belt. La bahía está jalonada por numerosos fiordos, ensenadas y bahías pequeñas que penetran en el continente, siendo los más importantes el fiordo de Kiel, la bahía de Eckernförder, el Schlei y el fiordo de Flensburg.
El tráfico marítimo que entra o sale del Báltico a través de los dos Belts debe de entrar en la bahía. Una vez en ella, el tráfico hacia el Báltico debe pasar por otro estrecho, el Fehmarn Belt, por el que accede al golfo de Mecklemburgo, que se abre al mar Báltico. En la otra dirección, el tráfico puede pasar hacia el norte a través del Gran Belt, manteniendo la isla de Langeland a babor, o entrar en el fiordo de Kiel y atravesar el canal de Kiel directamente hasta la desembocadura del río Elba y el mar del Norte. El fiordo de Kiel termina en Kiel, la capital de Schleswig-Holstein.
En el centro de la bahía se encuentra el faro de Kiel coordenadas (54°30′01″N 10°16′30″E / 54.50028, 10.27500)

## Geografía
La costa suroeste de la bahía es la costa de Schleswig-Holstein. Desde este último drena el entrante del Schlei, en realidad un estuario salobre, en cuyo fondo se encuentra la ciudad que lleva su nombre, Schleswig. En esta costa están también dos bahías más pequeñas: la bahía de Eckernförde y el fiordo de Flensburg. En el norte se encuentran las islas danesas de Als, Ærø y Langeland.

### Fiordo de Kiel
El fiordo de Kiel, que se proyecta desde la bahía hacia el sur, tiene unos 17 km de largo y 1 km de ancho en su punto más estrecho. Su ubicación estratégica no pasó desapercibido a los fundadores de Holstein, convencidos de que Kiel estaba destinada a ser una ciudad importante. Se convirtió en un prolífico astillero, lo que la hizo el principal objetivo de los bombardeos aliados en la Segunda Guerra Mundial. Antes de la fundación de Kiel en 1242 y de la construcción de una ciudad amurallada allí, la región no pudo haber estado libre de asentamientos, sobre todo de los vikingos. Cualquier vestigio arqueológico de ellos, sin embargo, se encuentra debajo de la ciudad o fue destruido hace mucho tiempo atrás.

### Bahía de Eckernförde
La bahía de Eckernförde tiene unos 16 km de ancho en la boca, con la ribera sur aproximadamente a diez kilómetros de la bahía de Kiel. La frontera con el fiordo de Kiel está en el faro de Bülker. La una vez forestada península entre el fiordo de Kiel y la bahía de Eckernförde formó la frontera entre los sajones y los danos en la Edad Media (se llamaba Dänischer Wohld). Al norte de la bahía de Eckernförde está la región de Schwansen y al final de la bahía se encuentra la ciudad de Eckernförde. La bahía fue sede de las competiciones de vela de los Juegos Olímpicos de Berlín 1936.

### Schlei
Los 42 kilómetros del Schlei forman la frontera entre las regiones históricas de Angeln y Schwansen. Esta parte de la bahía fue sede de las competiciones de vela de los Juegos Olímpicos de Múnich 1972..

### Fiordo de Flensburg
El fiordo de Flensburg tiene aproximadamente 50 km de largo. Forma parte de la frontera entre Alemania y Dinamarca y señala la frontera norte de Angeln.